# Economic Cooperation Administration

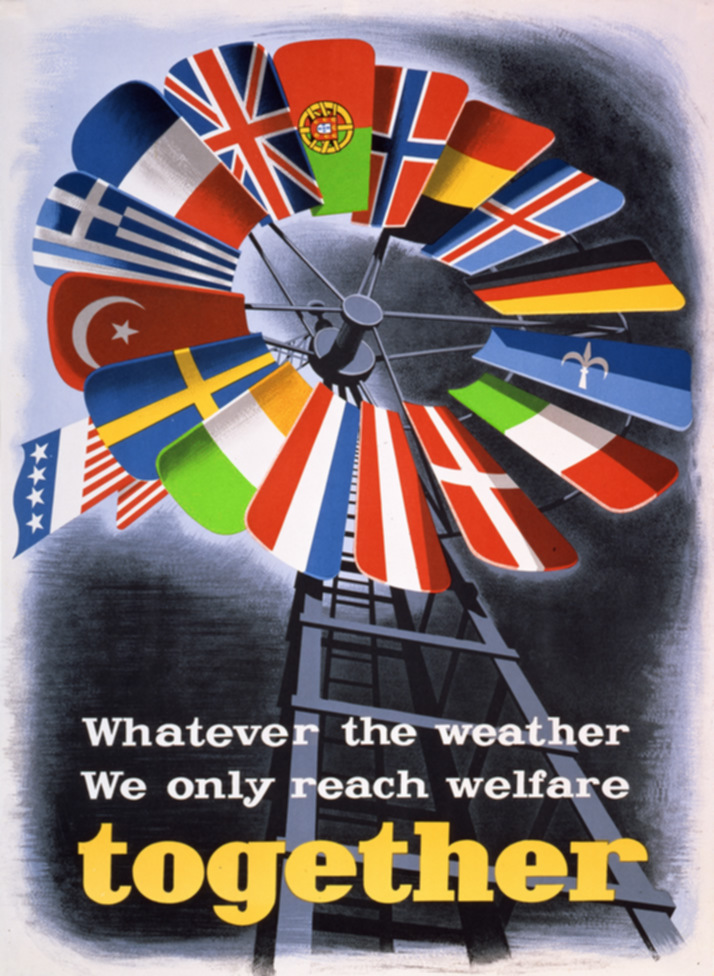
Un manifesto dell'ECA per la promozione del Piano Marshall in Europa

L'Economic Cooperation Administration (ECA) è stata un'agenzia governativa statunitense, istituita ufficialmente con un decreto firmato dal presidente Truman il 3 aprile 1948, per amministrare l'erogazione degli aiuti previsti dal Piano Marshall.
Diretta fino al 1950 da Paul Gray Hoffmann, ex presidente della casa automobilistica Studebaker e dal 1950 al 1951 da William Chapman Foster, faceva capo al Dipartimento di Stato e a quello del Commercio. Un ufficio dell'ECA era presente in ciascuna capitale dei paesi che beneficiavano degli aiuti, per meglio valutare in loco le specifiche esigenze delle varie economie. Venne abolita il 10 ottobre 1951 e le sue funzioni furono trasferite, a partire dal 1º novembre dello stesso anno, alla Mutual Security Agency.